# Hošťka
Hošťka är en ort i Tjeckien.   Den ligger i regionen Plzeň, i den västra delen av landet, 140 km väster om huvudstaden Prag. Hošťka ligger 562 meter över havet och antalet invånare är 415.
Terrängen runt Hošťka är kuperad åt nordost, men åt sydväst är den platt.Runt Hošťka är det glesbefolkat, med 15 invånare per kvadratkilometer. Närmaste större samhälle är Tachov, 11,3 km norr om Hošťka. I omgivningarna runt Hošťka växer i huvudsak blandskog.